# Glenn Strömberg
Glenn Peter Strömberg (Göteborg, 1960. január 5. –)  svéd válogatott labdarúgó.

## Pályafutása

### Klubcsapatban
Pályafutását az IFK Göteborg-ban kezdte 1976-ban. 1982-ben csapatával megnyerték az UEFA-kupát és svéd bajnoki címet is szerzett. 1983-ban a portugál Benficaba igazolt, ahonnan két bajnoki címet követően az Atalantahoz távozott. Az olasz csapatot nyolc szezonon keresztül erősítette. 1985-ben az év labdarúgójának választották Svédországban.

### A válogatottban
1982 és 1990 között 52 alkalommal szerepelt a svéd válogatottban és 7 gólt szerzett. Részt vett az 1990-es világbajnokságon.

## Sikerei, díjai
Göteborg
- Svéd bajnok (1): 1982
- Svéd kupa (2): 1978–79, 1981–82
- UEFA-kupa (1): 1981–82

Benfica
- Portugál bajnok (2): 1982–83, 1983–84
- Portugál szuperkupa (1): 1983

Egyéni
- Az év svéd labdarúgója (1): 1985